# 中国小说史略
《中国小说史略》原是鲁迅在北京大学讲中国小说史的讲义，共二十八篇，1924年成书，1925年由北京北新书局出版。現在中華民國國家圖書館總館善本書室有收藏該書的1943年重慶作家書屋印本，是中國抗日戰爭期間的土紙印本。

## 抄襲風波
《中国小说史略》是开创性的专著，在此書出版之前，僅有1904年林传甲的《中国文学史》，不包括小说；1918年谢无量《中国大文学史》论小说的篇章很少，不及全书十分之一。
1926年1月，陈源（西滢）写《致志摩》一文攻击鲁迅：“他常常挖苦别人抄袭。……可是他自己的《中国小说史略》却就是根据日本人鹽谷溫的《支那文学概论讲话》里面的‘小说’一部分。其实拿人家的著述做你自己的蓝本，本可以原谅，只要你书中有那样的声明。可是鲁迅先生就没有那样的声明。”。鲁迅在《不是信》中说道：“这“流言”早听到过了；后来见于《闲话》，说是“整大本的摽窃”，但不直指我，而同时有些人的口头上，却相传是指我的《中国小说史略》。我相信陈源教授是一定会干这样勾当的。但他既不指名，我也就只回敬他一通骂街，这可实在不止“侵犯了他一言半语”。这回说出来了；我的“以小人之心”也没有猜错了“君子之腹”。但那罪名却改为“做你自己的蓝本”了，比先前轻得多，仿佛比自谦为“一言半语”的“冷箭”钝了一点似的。盐谷氏的书，确是我的参考书之一，我的《小说史略》二十八篇的第二篇，是根据它的，还有论《红楼梦》的几点和一张《贾氏系图》，也是根据它的，但不过是大意，次序和意见就很不同……自然，大致是不能不同的，例如他说汉后有唐，唐后有宋，我也这样说，因为都以中国史实为“蓝本”。我无法“捏造得新奇”，虽然塞文狄斯的事实和“四书”合成的时代也不妨创造。但我的意见，却以为似乎不可，因为历史和诗歌小说是两样的。诗歌小说虽有人说同是天才即不妨所见略同，所作相像，但我以为究竟也以独创为贵；历史则是纪事，固然不当偷成书，但也不必全两样。说诗歌小说相类不妨，历史有几点近似便是“摽窃”，那是“正人君子”的特别意见，只在以“一言半语”“侵犯”“鲁迅先生”时才适用的。好在盐谷氏的书听说已有人译成（？）中文，两书的异点如何，怎样“整大本的摽窃”，还是做“蓝本”，不久（？）就可以明白了。在这以前，我以为恐怕连陈源教授自己也不知道这些底细，因为不过是听来的“耳食之言”。不知道对不对？（盐谷教授的《支那文学概论讲话》的译本，今年夏天看见了，将五百余页的原书，译成了薄薄的一本，那小说一部份，和我的也无从对比了。广告上却道“选译”。措辞实在聪明得很。十月十四日补记。）”孙玉祥表示：“出面传播谣言的虽然是陈源，而制造者却是顾颉刚！”

## 延伸阅读
[在维基数据编辑]
 在维基文库阅读本作品原文（ 在维基共享资源阅览影像）

## 译本
- Lu Xun, A brief history of Chinese fiction, Foreign Languages Press; 1959.
- Lu Hsün, Kurze Geschichte der chinesischen Romandichtung. Deutsche EA. Peking, Verlag für Fremdsprachige Literatur, 1981.

### 引用
1. ↑  1926年1月30日《晨报副刊》
2. ↑  1926年2月8日，發表於《语丝》
3. ↑  孙玉祥《鲁迅为什么刻薄顾颉刚》，刊于《鲁迅世界》2004年第1期